# Эмилия (Италия)
Эмилия (лат. Aemilia, Emeja, Emelia, Emegglia или итал. Emilia на эмилианском языке (ит.)) — историческая область на севере Италии, которая примерно соответствует западной и северо-восточной части современного административного региона Эмилия-Романья, образованного вместе с Романьей. Получила своё название от Эмилиевой дороги, построенной римским консулом Марком Эмилием Лепидом, чтобы соединить города Ариминум (Римини) и Плаценция (Пьяченца).
С Позднего Средневековья и до Нового времени Эмилия считалась частью Ломбардии (ит.) — в то время под этим хоронимом подразумевалась обширная территория северной Италии.

## Границы

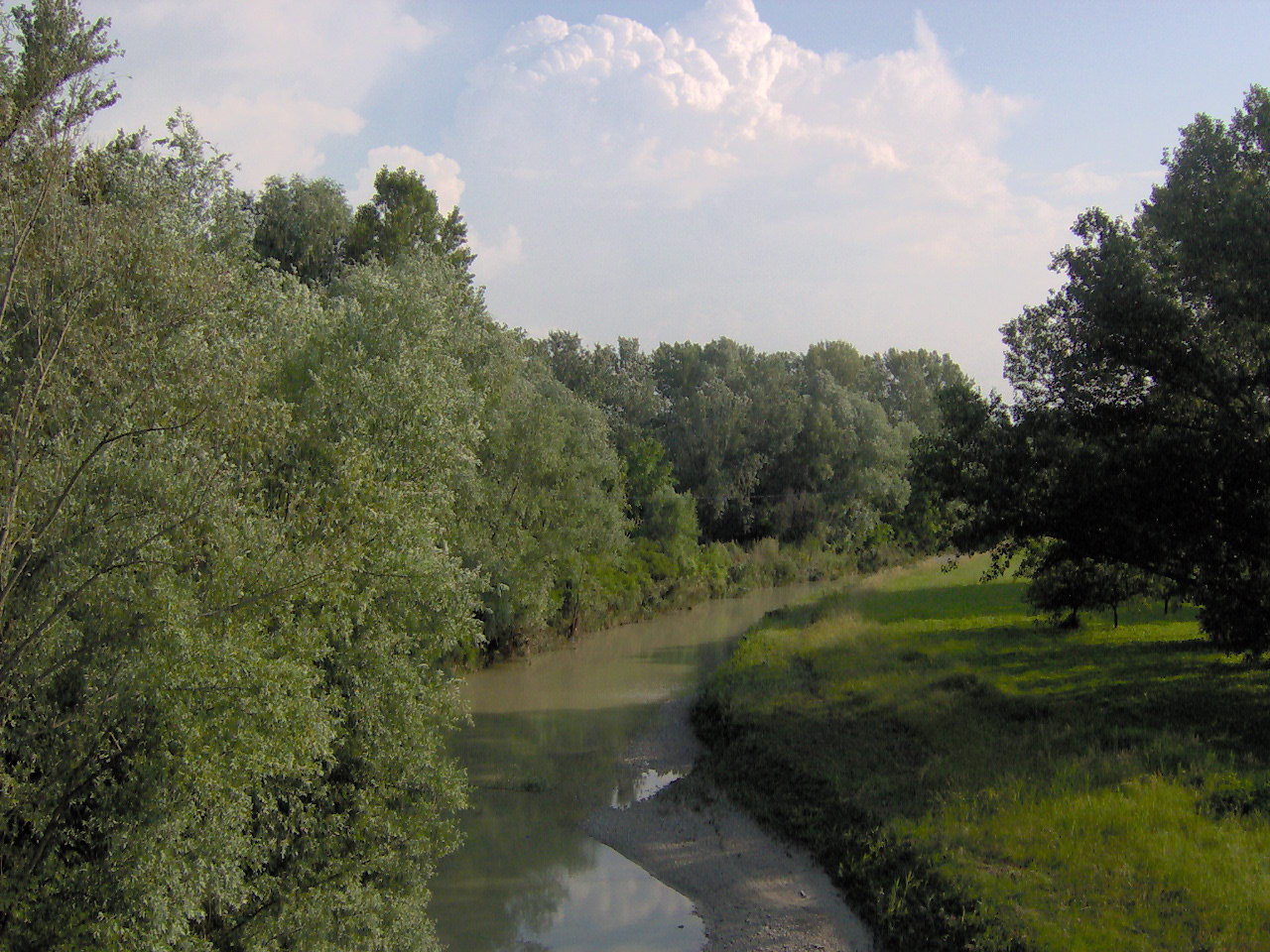
Река Силларо, традиционно считающаяся границей между Эмилией и Романьей.

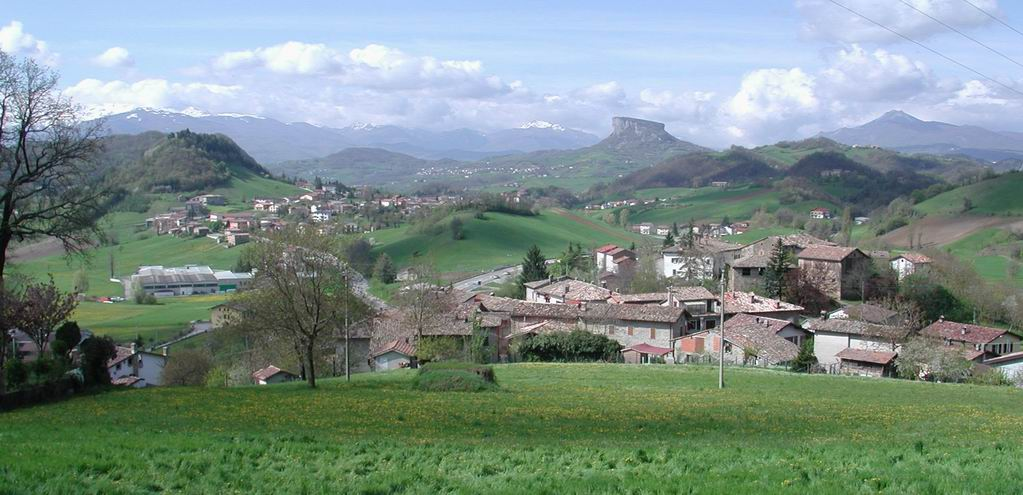
Реджийские Апеннины. На заднем плане горы Пьетра ди Бисмантова (ит.) и Монте-Кусна (ит.).

Хоть Эмилия и считается исторической областью, однако до современного объединения с Романьей, она никогда не была единой, за исключением примерно двух столетий существования Regio VIII Aemilia (ит.), одного из регионов, созданных Октавианом Августом в Римской империи. Следовательно, её границы можно примерно проследить от границ этого римского образования:
- на востоке — река Силларо, отделяющая Эмилию вместе с нижним течением Рено от Романьи;
- на севере — река По, отделяющая её на западе от Ломбардии, образуя границу с Ольтрепо Мантуано (ит.), и частично от Венето (кроме феррарской Транспадании (ит.), территории Феррары на другом берегу реки По);
- на юге — водораздел Лигурийских (ит.) и Тосканско-Эмилианских Апеннин, образующий границу с Лигурией и Тосканой;
- на западе границы были менее определенными и более изменчивыми. Фактически уже в 275 году восточная часть августовского региона Regio VIII Aemilia была отделена от остальной территории и присоединена к региону Regio IX Liguria (ит.)[11]. Кроме того, до 1164 года территория Пьяченцы достигла реки Стаффора (ит.), почти полностью слившись с нынешним Ольтрепо Павезе (ит.), которое император Фридрих Барбаросса отдал княжеству Павия (ит.). Следующий раздел в 1188 году определил ручей Бардонецца как естественную границу между землями Пьяченцы и Павии. Однако эта граница была закреплена только во второй половине 16 века при создании Пармского герцогства, куда вошла Пьяченца. В 1743 году по Вормскому договору (ит.) граница между Пармским герцогством и Королевством Сардиния была установлена от реки Авето до её впадения в Треббию, пройдя в нескольких километрах к востоку от правого берега Треббии до горы Монте-Барберино и оттуда по ручью Бардонецца, затем к По в Арена-По. При этом епархия Пьяченцы сохраняла юрисдикцию над большей частью Ольтрепо Павезе до 1818 года; в 1989 году, после объединения с епархией Боббио (ит.), юрисдикция распространяется на приходы Павии в муниципалитетах Романьезе, Вальверде, Руино (кроме фракции Торре-дельи-Альбери) и Менконико (кроме Торремартино). Муниципалитеты Корте Бруньятелла, Боббио, Оттоне, Зерба и Чериньяле были присоединены к Пьячентино в 1920-х годах вместе с Требекко. В течение этого десятилетия, в течение трех лет, также Бралло-ди-Прегола, Романьезе, Вальверде, Руино, Заваттарелло и Менконико были объединены с провинцией Пьяченца только для повторного присоединения к Павии.[12].

В пределах нынешнего административного региона Эмилия-Романья Эмилия включает в себя провинции Пьяченца, Парма, Реджо-нель-Эмилия, Модена, Феррара и большую часть провинции Болонья (за исключением коммун Борго-Тоссиньяно, Казальфьюманезе, Кастель-дель-Рио, Доцца, Фонтанеличе, Имола и Мордано, и долины реки Сантерно).

## История

### Античность
В доримские времена земли к югу от реки По были на протяжении веков заселены разными народами: носителями культуры террамар, лигурами, этрусками и галлами. Если V век до н. э. знаменует собой апогей этрусского присутствия, то с начала 4 н. э. века галлы, пришедшие с севера, расселились по всему району: бойи в центре региона Эмилия, лингоны в районе к югу от дельты реки По (ит.). Это наслоение породило сложные формы культуры, ярким примером которых являются археологические открытия, сделанные на горе Монте-Бибеле (ит.), недалеко от Монтеренцио с 1972 по 2010 годы: в то время как различные металлические находки напоминают о галльских народах, надписи на вазах свидетельствуют о присутствии этрусков. Затем пришествие римлян наложило на этот район новую конфигурацию. Римское завоевание, однако, не уничтожило галльский субстрат, а слилось с ним, породив эмилианский язык, на котором до сих пор говорят, и местные разновидности которого представляют собой наложение латыни на древние континентальные кельтские языки.

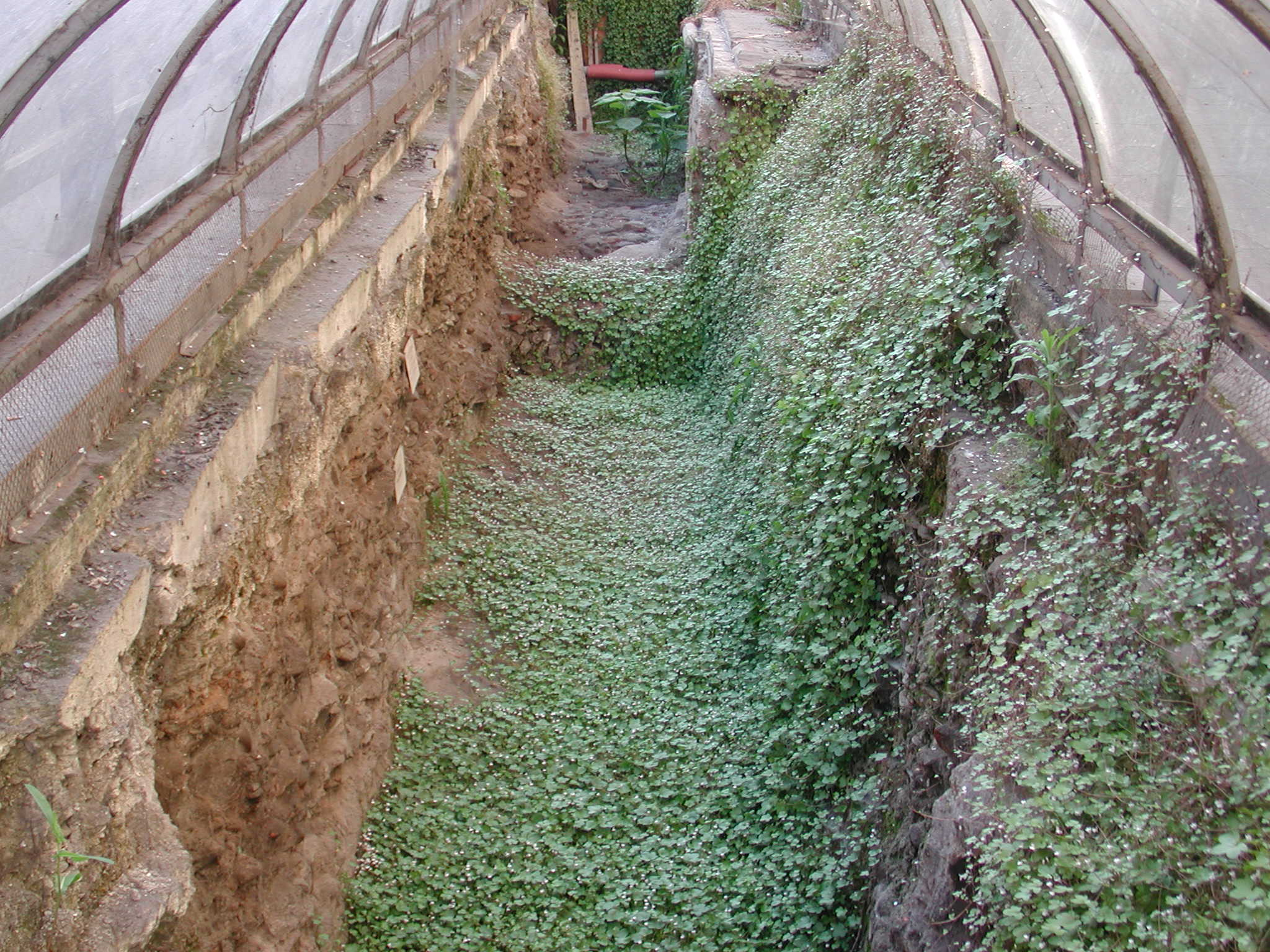
Раскопки Эмилиевой дороги недалеко от Реджо-нель-Эмилия

В римские времена Эмилия сначала входила в состав провинции Цизальпийская Галлия, а после реформы Октавиана Августа, которая распространила римское гражданство на весь Итальянский полуостров, в Regio VIII Aemilia (ит.), которая получила свое название от Эмилиевой дороги, проложенной в 187 г. до н. э. консулом Марком Эмилием Лепидом. Единство района, который включал земли между рекой По, Апеннинами и Адриатическим морем, было впервые нарушено уже в 215 г. н. э., когда восточная часть от Феррары до Римини была объединена с Фламинией и Пиценом (в результате объединения Галльского поля (ит., лат. Ager Gallicus), то есть восточной части Regio VI Umbria (ит.) с Regio V Picenum). Перемещение базы Восточного имперского флота в Равенну Октавианом Августом стало основой для создания провинции Regio Flaminia et Picenum (оформленной официально во время реформ Диоклетиана), с которой началось формированию специфической идентичности территории, поддерживающей имперский флот. Некоторое время эта территория имела свою этно-языково-культурную специфику (обусловленную общим умбрийско-пицено-сенонско-римским субстратом) и свои специфические логистические потребности. Её столицей была Равенна, впоследствии резиденция суда Западной Римской империи, а затем столица Королевства остготов. Второй перелом в истории Эмилии произошел в 275 году нашей эры при объединением её западных областей с Regio IX Liguria (ит.), в который также входили территории современных Пьемонта и Ломбардии.

### Средние века

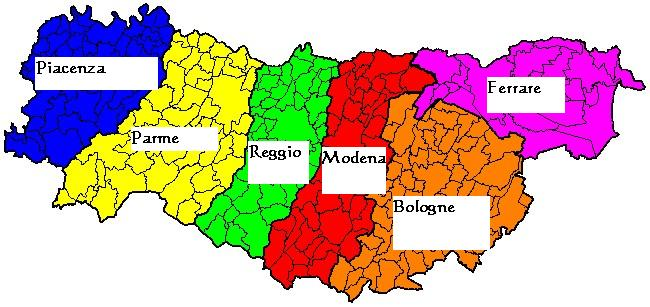
Провинции Эмилии

Эти и последующие исторические события ещё больше подчеркнули особенности, благодаря которым провинция Regio Flaminia приобрела чёткое специфическое отличие от Эмилии. Фактически, с момента прихода лангобардов в Паданскую низменность и до 1859 года Эмилия была неотъемлемой частью Лонгобардии. Термин Романья, напротив, распространился для обозначения территорий, оставшихся под контролем византийского экзархата, со столицей в Равенне. Границы между двумя политическими образованиями, однако, долгое время были неопределенными из-за постоянного состояния войны между лангобардами и византийцами, но этно-лингвистические и культурные границы оставались чётко определенными, как свидетельствует Данте Алигьери. Лангобарды заняли Эмилию сразу после завоевания Павии, которое произошло в 572 году: там они основали герцогства (ит.) Пьяченца (ит.), Парма и Реджо. Это административно-территориальное деление ломбардской Эмилия на герцогства будет действовать на территории и в последующие века вплоть до провозглашения объединённого Королевства Италия (ит.) в 1861 году.
При Италийском королевстве в составе Каролингской империи с конца IX века власть в городах постепенно переходила от графов к епископам-графам. Процесс завершился в X веке, при этом в Пьяченце и Парме епископы обладали большей полнотой власти, чем в центральной и восточной части Эмилии. Административный центр сформировался между X и XII веками в центрально-западной части региона вокруг владений ломбардской семьи Каносса (ит.), которая сформировала область с центром в Вилиниане, в провинции Парма (позже в Каноссе на Реджианских Апеннинах (ит.)), и чьи владения простирались также на области Реджо и Модену. Семья не подчинила себе Пьяченцу, столицу своего графства, и Парму, поскольку в большей степени стремилась расширить свои владения (ит.) на Феррару, Мантую и Брешию. Позднее даже объединение значительной части Италии франками не восстановило раскол между Эмилией и Романьей, и разделы остались также в пределах одной и той же эмилианской территории.
После эпохи коммун, когда многие самостоятельные эмилианские города поучаствовали в Ломбардской лиге, чтобы противостоять имперской власти на Аппенинском полуострове, в Эмилии возникли важные сеньории, в том числе сеньория семьи Эсте, которая установила своё господство над Феррарой, Моденой, Реджо-нель-Эмилия, сеньория семьи Бентивольо в Болонье и, с 1545 года, сеньория семьи Фарнезе над Пармой и Пьяченцей. Политическая самостоятельность Эмилии сохранялась до Рисорджименто, за исключением времени Циспаданской, Цизальпинской, Итальянской республик, последующего Итальянского королевства.

### Новое время
В Новое время основными государствами в регионе были герцогство Модена и Реджо, герцогство Парма и Пьяченца и Герцогство Феррара; Болонья долгое время была пограничным городом между Лангобардией и Романьей, но несмотря на взлёты и падения Папская область почти всегда имела над ней полную власть, вплоть до Рисорджименто. Герцогство Модена и Реджио и Герцогство Парма и Пьяченца называли Центральными герцогствами, что в расширенном значении иногда использовалось для обозначения всей Эмилии, несмотря на то, что последняя географически более обширна.

## Местные языки

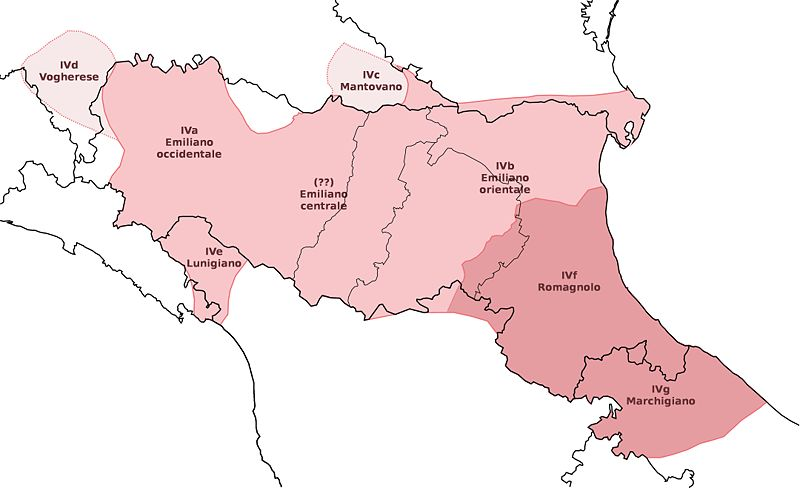
Карта распространения эмилианского языка (светлорозовый цвет)

На территории Эмилии широко распространены два региональных языка, принадлежащих к галло-итальянским языкам: эмилианский (ит.)и лигурский, присутствующие только в некоторых муниципалитетах Пьяченцских (ит.) и Пармских (ит.) Аппенин. Как и в случае с романьольским языком, они не имеют официального статуса региона Эмилия-Романья, который, однако, защищает их посредством специального закона от 2014 года.
При этом распространение разновидностей эмилианских языков не совпадает с географическими границами Эмилии. На них также говорят на некоторых сопредельных территориях, или, по крайней мере, они влияют на их диалекты, создавая переходные области между эмилианским и другими региональными языками: их черты можно проследить в некоторых районах провинций (ит.) Масса-Каррара, Лукка, Пистоя, Ровиго, Павия, Мантуя и Алессандрия.

## Фольклор

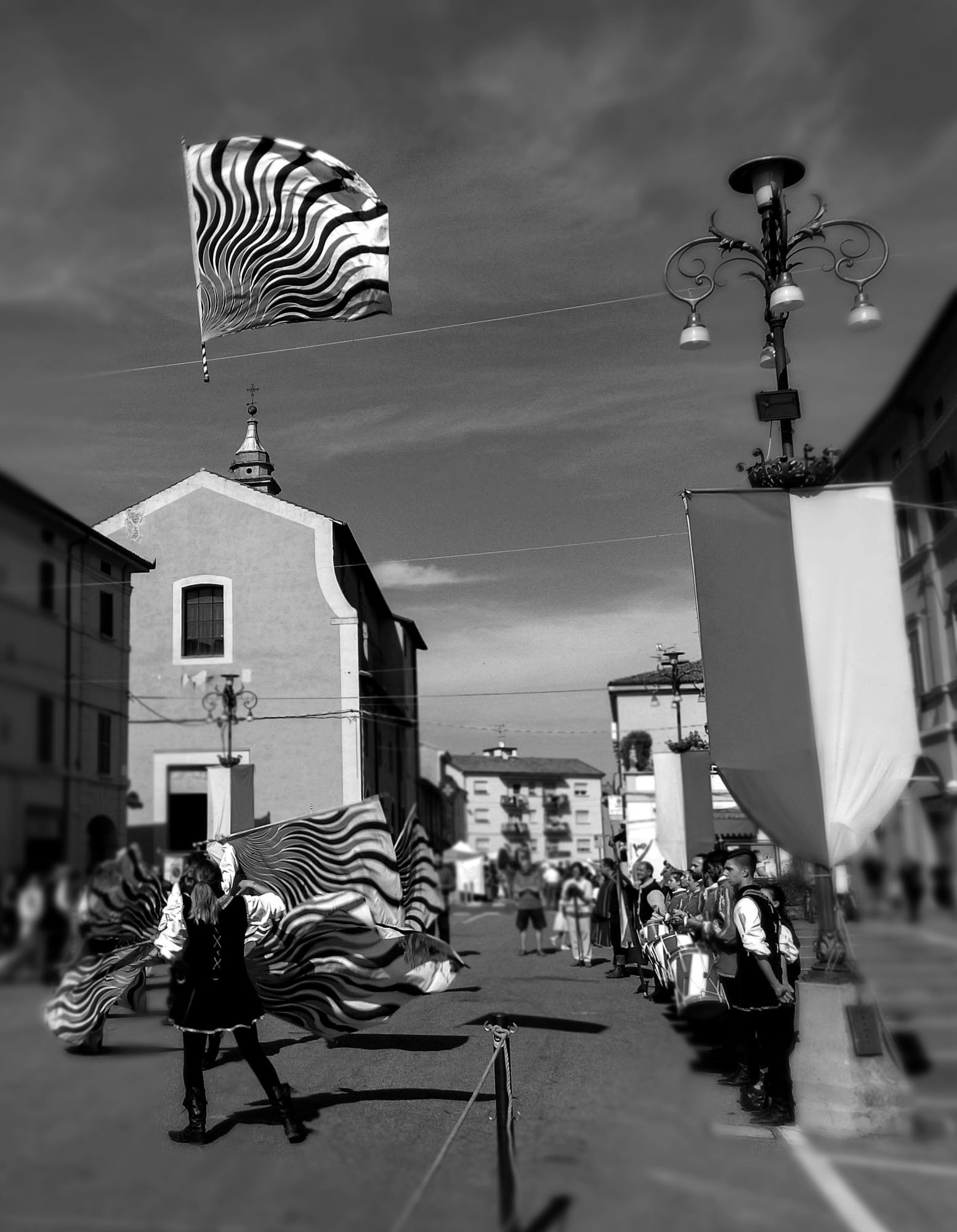
Историческая реконструкция перехода Барбароссы в Медичину

Праздник Календимаджо (ит.) до сих пор проводится в разных местах Северных Апеннин, чтобы отпраздновать приход весны.
Традиция, общая для различных провинций современной Эмилии, — празднование дня Святого Иоанна Крестителя, который отмечается в ночь с 23 на 24 июня и происхождение которого связано с летним солнцестоянием. Ритуалы, связанные с этим событием, касаются использования росы, которой традиция приписывает чудесные свойства, например, предотвращать заболевания, связанные со зрением или слухом, помогать матерям, испытывающим трудности с грудным вскармливанием (в Пьяченце), и лечить другие болезни (в Парме). Кроме того, по поверьям считается, что она даёт большие способности или даже волшебную силу лекарственным травам, которые должны быть собраны в ту же ночь, например, грецким орехам, которые будут использоваться для производства ночино (ит.), типичного эмилианского ликёра. Традиция в Реджио предусматривает, что грецкие орехи должны собирать женщины босиком. В Пьяченце вечером 23 июня вазу или стеклянную бутылку наполняют на три четверти, добавляя яичный белок: форма, которая проявится в сосуде на утро, предсказывает счастливое событие: путешествие, богатство или любовь (операция повторяется в ночь с 28 на 29 июня, на день святых Петра и Павла, и известна как ладья святого Петра (ит.)). В провинции Болонья верят, что ночью ведьмы прилетают к большому ореховому дереву, расположенному в Святилище в Тиццано (ит.) в Казалеккьо-ди-Рено, чтобы отпраздновать шабаш. В провинциях Парма и Реджо принято организовывать большие столы на открытом воздухе, чтобы есть тортелли (ит.) в компании (их называют «зелеными тортелли» в Реджио, и «тортелли с травами» в Парме).

## Символика
Эмилия со времен Римской империи никогда не была унитарным политическим образованием и, следовательно, никогда не имела символа или флага, которые идентифицировали бы её как автономную идентичность. Единственным частичным историческим исключением является Циспаданская республика, которая была создана в 1796 году городами Реджо-Эмилия, Модена, Болонья и Феррара, включала территорию, соответствующую центральной части современной Эмилии-Романьи. Таким образом, регион, к которому принадлежит Эмилия, имеет флаг и единый герб для всей территории, принятые после появления самой административной единицы.
В 1990-х годах автономистская партия Лига Севера вместо этого разработала специальный флаг для Эмилии, объединив флаги двух крупных муниципалитетов региона, Болоньи и Пармы. В последние десятилетия возникли новые предложения по объединению символов Эмилии.
В начале 2000-х годов журнал Quaderni Padani (ит.) представил разделённый на четверти флаг с георгиевским крестом на серебряном поле в первой и четвертой четвертях, и с орлом герба семейства Эсте на лазурном поле во второй и третьей четвертях. По замыслу сторонников крест должен олицетворять преданность святого Георгия, покровителя Феррары, и присоединение к Ломбардской лиге (которая часто использовала это знамя и орла гвельфов) некоторых эмилианских муниципалитетов и Боббио; красный крест на серебряном поле показал бы гербы Болоньи и Реджо-Эмилии, флаг Пармы в битвах против Священной Римской империи, цвета герба Пьяченцы и герба семейства Гонзаги, поскольку одна из его ветвей управляла герцогством Гвасталла; орел Эсте олицетворяет территории, которыми управляло семейство Эсте (Феррара, Модена, Реджио, эмилианский Полезине (ит.), Фриньяно (ит.), Гарфаньяна, Луниджана и Каррара).

Флаг Циспаданской республики, 1796
Флаг предложенный партией Лига Севера
Флаг, предложенный в 2000-х годах
Флаг, предложенный в 2003 году
Флаг предложенный для Эмилии дома Эсте
Флаг предложенный для Эмилии домов Эсте и Фарнезе